# 박동환
박동환(朴東煥, 1936년~)은 대한민국의 철학자이다. 연세대학교의 철학교수이며 현재 명예교수이다. 

## 학력
- 연세대학교 철학과
- 연세대학교 대학원
- 미국 남일리노이 주립대서 철학박사
- 1981~82년 네덜란드 라이덴 국립대학과 암스테르담 자유대학 학제간 프로젝트 연구교수
- 1993~94년 베이징대학교 방문학자

## 논문
- “East and West on Conflict Resolution”(1979),
- “논리의 질서와 신의 섭리”(1980), “Paradigms of Rationality”(1985),
- “A Logical Picture of Disorder Process”(1989),
- “x의 존재론"
- 가에로 밀려난 이들의 한계해법에 대하여”(2012) 등

## 저서
- 『사회철학의 기초』(1976)
- 『서양의 논리 동양의 마음』(1987)
- 『동양의 논리는 어디에 있는가』(1993)
- 『안티호모에렉투스』(2001)
- 『x의 존재론』
- 『진리의 패권은 사람에게 있는 것이다』
- 『야생의 진리』
- 「박동환 철학선집」(전7권

## 같이 보기
- 방용석 (작곡가)